# Кубок СССР по хоккею с шайбой 1951
Первый розыгрыш Кубка СССР по хоккею с шайбой начался через 10 дней после окончания пятого чемпионата СССР. Состав и схема проведения турнира были схожи с розыгрышем Кубков СССР по футболу и хоккею с мячом – участники чемпионата и представители союзных республик и городов играли «на вылет» по одному матчу. Отличительной особенностью этого и последующих розыгрышей, стало проведение почти всех матчей на поле более слабого соперника.

Планировалось участие всех 12 команд чемпионата, обладателей кубков Москвы, Ленинграда, и представителей восьми союзных республик – обладателей (от РСФСР финалистов) республиканских кубков (от Литвы, возможно, участвовал победитель отборочных матчей). К началу турнира в розыгрыше кубка РСФСР состоялась только четвертьфинальная стадия, и от России был приглашён один из четвертьфиналистов – обладатель кубка Горького, выигравший затем республиканский трофей.

Лишь один из планируемых участников не сыграл на турнире – обладатель Кубка БССР.
15 февраля 1951 года впервые был показан хоккейный матч на экранах телевизоров, это была трансляция встречи команд “Крылья Советов” - “Динамо” в полуфинале Кубка.

## Список участников
| Команды чемпионата СССР | Остальные команды |
| --- | --- |
| - «Даугава» Рига - «Дзержинец» Челябинск - «Динамо» Ленинград - «Динамо» Москва - «Динамо» Свердловск - «Динамо» Таллин - «Крылья Советов» Москва - «Спартак» Минск - «Спартак» Москва - ДО Ленинград - ВВС МВО - ЦДКА | - ЦДКА-2 (обладатель Кубка Москвы) - «Дзержинец» Ленинград (обладатель Кубка Ленинграда) - «Химик» Электросталь (чемпион РСФСР прошлого сезона) - «Торпедо» Горький (обладатель Кубка Горького) - «Спартак» Петрозаводск (обладатель Кубка КФССР) - «Спартак» Таллин (обладатель Кубка ЭССР) - ВЭФ Рига (обладатель Кубка ЛатССР) - «Спартак» Вильнюс (обладатель Кубка ЛитССР) - «Спартак-2» Минск (обладатель Кубка БССР) - «Локомотив» Харьков (обладатель Кубка УССР) |

## 1/16 финала
| 02.02.1951 | «Локомотив» Харьков    | «Динамо» Таллин    | 1:9  |
| 02.02.1951 | «Спартак» Петрозаводск | ЦДКА               | 0:16 |
| 02.02.1951 | «Спартак» Вильнюс      | «Спартак» Москва   | 1:15 |
| 02.02.1951 | «Спартак-2» Минск      | «Динамо» Москва    | -:+  |
| 05.02.1951 | «Химик» Электросталь   | «Даугава» Рига     | 4:9  |
| 06.02.1951 | «Торпедо» Горький      | «Динамо» Ленинград | 2:5  |

## 1/8 финала
| 04.02.1951 | «Спартак» Таллин      | ДО Ленинград            | 0:15 |
| 04.02.1951 | «Дзержинец» Ленинград | «Дзержинец» Челябинск   | 2:6  |
| 06.02.1951 | ЦДКА-2                | «Крылья Советов» Москва | 3:4  |
| 06.02.1951 | «Динамо» Таллин       | «Динамо» Москва         | 2:10 |
| 06.02.1951 | ВЭФ Рига              | ВВС МВО                 | 0:19 |
| 07.02.1951 | ЦДКА                  | «Спартак» Москва        | 8:5  |
| 08.02.1951 | «Спартак» Минск       | «Даугава» Рига          | 3:1  |
| 09.02.1951 | «Динамо» Ленинград    | «Динамо» Свердловск     | 11:5 |

## 1/4 финала
| 11.02.1951 | «Дзержинец» Челябинск | «Крылья Советов» Москва | 0:9 |
| 11.02.1951 | «Спартак» Минск       | ЦДКА                    | 1:8 |
| 11.02.1951 | ДО Ленинград          | ВВС МВО                 | 3:6 |
| 12.02.1951 | «Динамо» Ленинград    | «Динамо» Москва         | 5:8 |

## 1/2 финала
| 14.02.1951 | ЦДКА                    | ВВС МВО         | 0:3 |
| 15.02.1951 | «Крылья Советов» Москва | «Динамо» Москва | 4:3 |

## Финал
| 18.02.1951 | «Крылья Советов» Москва | 4:3 (1:3, 1:0, 2:0) | ВВС МВО | Стадион «Динамо», Москва Зрителей: 25 000 |

| Отчёт                                                       | Отчёт                          | Отчёт                                               | Отчёт             | Отчёт                                         |
| ----------------------------------------------------------- | ------------------------------ | --------------------------------------------------- | ----------------- | --------------------------------------------- |
|                                                             |                                |                                                     |                   |                                               |
|                                                             | Борис Запрягаев                | Вратари                                             | Григорий Мкртычан | Судьи: В.Моргунов (Москва) В.Архипов (Москва) |
|                                                             | Голы:                          |                                                     |                   | Судьи: В.Моргунов (Москва) В.Архипов (Москва) |
| А.Кучевский Л.Степанов (В.Захаров) А.Кострюков 41' М.Бычков | 1:0 1:1: 1:2: 1:3: 2:3 3:3 4:3 | В.Бобров П.Котов (А.Викторов) П.Котов (В.Новожилов) |                   | Судьи: В.Моргунов (Москва) В.Архипов (Москва) |
|                                                             |                                |                                                     |                   | Судьи: В.Моргунов (Москва) В.Архипов (Москва) |
|                                                             |                                |                                                     |                   | Судьи: В.Моргунов (Москва) В.Архипов (Москва) |
|                                                             |                                |                                                     |                   | Судьи: В.Моргунов (Москва) В.Архипов (Москва) |
|                                                             |                                |                                                     |                   | Судьи: В.Моргунов (Москва) В.Архипов (Москва) |
|                                                             |                                |                                                     |                   |                                               |